# Замок Сан-Хорхе

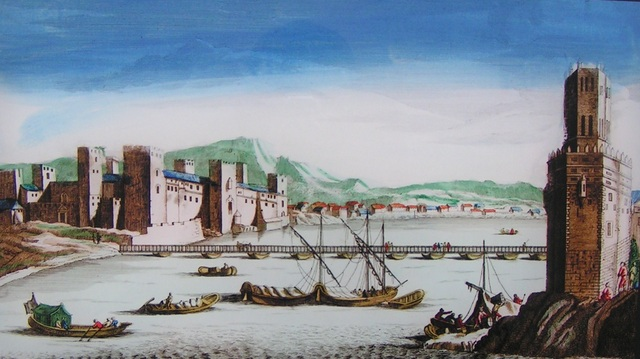
Вид на замок Сан-Хорхе, Мост лодок и Торре-дель-Оро в 1770 году.

Замок Сан-Хорхе (исп. Castillo de San Jorge) — средневековая крепость, располагавшаяся на западном берегу реки Гвадалквивир в испанском городе Севилья. Он также использовался в качестве резиденции и тюрьмы испанской инквизицией. Замок был разрушен в XIX веке и превращён в продовольственный рынок. Нынешний музей в его сохранившихся подземельях рассказывает об истории замка, испанской инквизиции и религиозных репрессиях. Находящаяся рядом с продовольственным рынком в районе Триана Аллея инквизиции, которая была частью фортификаций, ныне соединяет улицу Кастилья с улицей Нуэстра-Сеньора-де-ла-о-Уолк.

## История

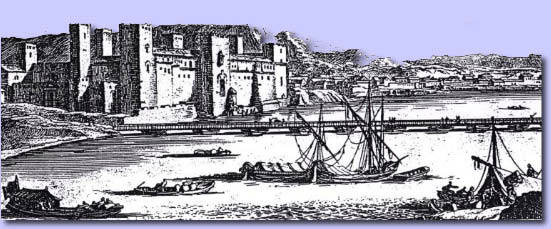
Замок Сан-Хорхе со стороны Гвадалкивира.

Вестготы создали укрепление в районе рядом с рекой, чтобы защитить Спалис (вестготское название Севильи).
Во время владения Альмохадов в 1171 году Абу Якуб Юсуф, сделавший Севилью своей столицей, приказал построить Мост лодок, чтобы связать восточный и западный берега. Этот мост выходил к тому месту, которое потом было известно как замок Габир.
В том же году правитель направил воду из Гвадалквивира от замка во внутренний город, потратив огромную сумму денег. Он приказал построить Алькасар, дворец Бухайра и крепость Алькала-де-Гуадайра. Он был побеждён Афонсу I, королём Португалии, при осаде Сантарена (1184), в ходе которой погиб. В следующем веке король Кастилии Фернандо III с помощью флота Рамона де Бонифаса разорвал цепи, а вместе с ними и преграждающий моста. Это помогло его взять город в 1248 году. Вплоть до 1280 года замок принадлежал Ордену Святого Георгия Альфамы, давшему ему имя своего святого покровителя
Задачей ордена служила защита побережья. Он не считался престижным, его рыцари вели преимущественно скромный образ жизни. В 1400 году орден был поглощён более могущественным орденом Монтесы. Кроме того, значение замка в качестве оборонительного сооружения со временем уменьшалось. Всё это и стало причиной постепенного упадка замка к концу XV века. В 1481 году он был передан новообразованной инквизиции, сделавшей его своей резиденцией и тюрьмой.

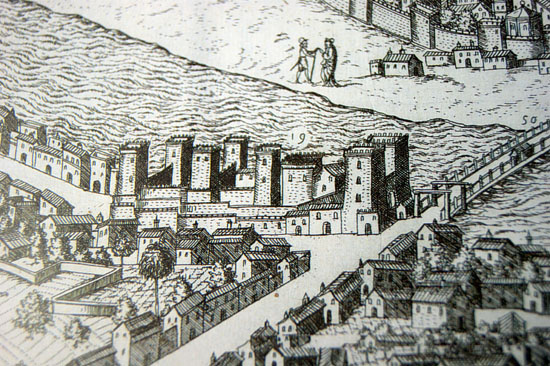
Замок Сан-Хорхе во время расположения там инквизиции.

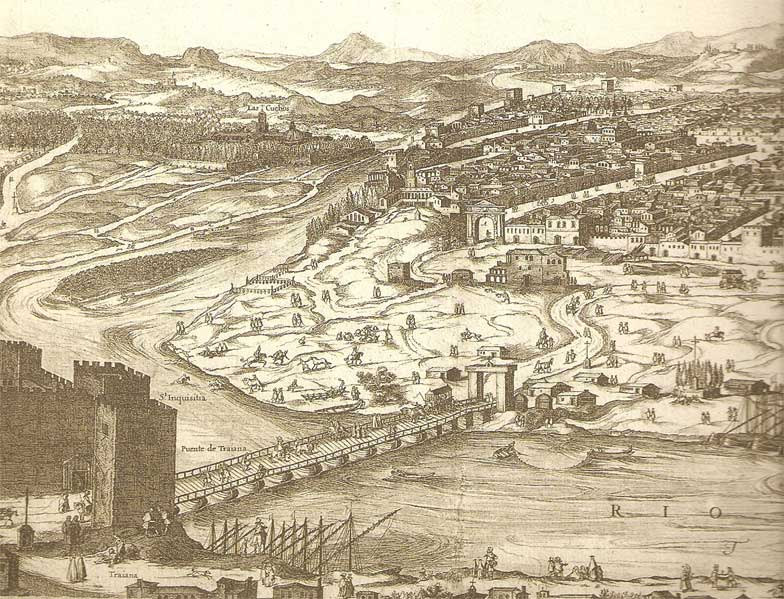
Рисунок Севильи 1617 году. В левом нижнем углу — замок Сан-Хорхе.

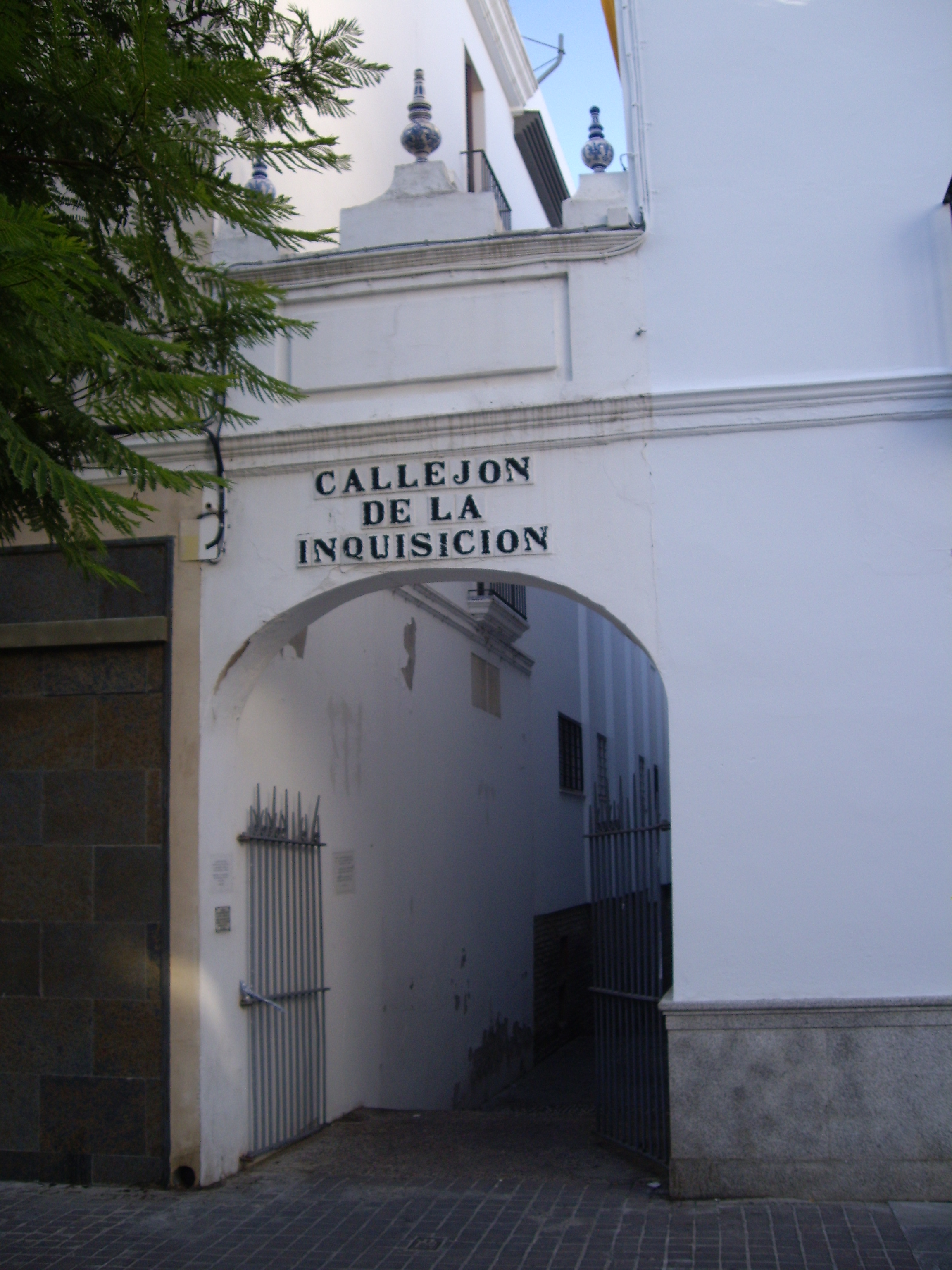
Аллея инквизиции (Callejón de la Inquisición) со стороны улицы Кастилья. Часть замка, по которой заключённых выводили на костёр.

Замок был выбран инквизицией как обладавший большими незанятыми помещениями, пригодными для большого количества заключённых. В замке их подвергали допросам и пыткам, там они ожидали вынесения приговора и казни. Кроме того, Сан-Хорхе ещё служил и убежищем для различного рода преступников, имевших связи с деятелями инквизиции и потому избегавших наказания, скрываясь в замке.
Согласно Джорджо Вазари флорентийский скульптор Пьетро Торриджано был обвинён инквизицией в ереси, арестован и умер в замке Сан-Хорхе во время своей голодовки.
Инквизиция покинула замок в 1626 году из-за продолжающегося разрушения его стен из-за сильных наводнений. После этого он был передан в пользование графу-герцогу Оливаресу, который занимался его ремонтом и уходом. Позднее замок Сан-Хорхе перешёл в собственность города, чьи власти в XIX веке снесли его, чтобы расширить пространство для соединения площади Альтосано с улицей Кастилья и создать зерновой склад.
Около 1830 года из-за спонтанно организовавшегося рынка в его окрестностях, был построен продовольственный рынок, функционирующий и ныне.
Аллея инквизиции (исп. Callejón de la Inquisición), расположенная на перекрёстке улиц Кастилья и Сан-Хорхе-и-Кальяо, является свидетельством существования старого инквизиторского суда в Триане.

## Нынешнее время

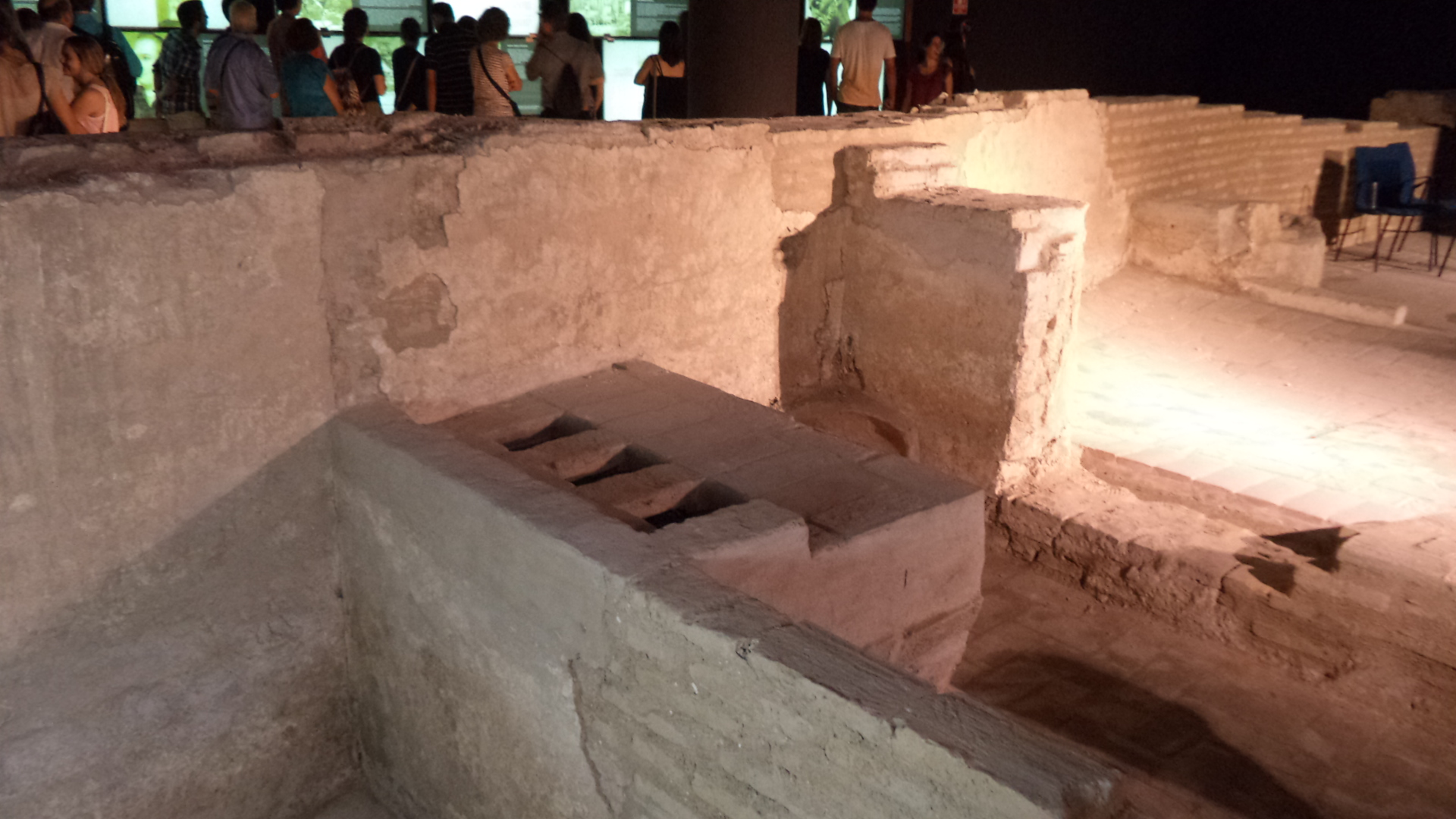
Остатки кухни замка в музее, расположенном на его месте

Под рынком были проведены многочисленные археологические раскопки, по результатам которых было решено создать музей. В 2009 году мэрия Севильи открыла проект Кастильо-де-Сан-Хорхе, где рассказывается об истории замка, испанской инквизиции и религиозных репрессиях.

## Опера Бетховена «Фиделио»
В 1805 году публике была представлена опера Людвига ван Бетховена «Фиделио», местом действия которой является севильская тюрьма, в которой содержались преследуемые за свои политические взгляды. Хотя Бетховен нигде не называл замок Сан-Хорхе, но весьма вероятно именно его он и имел ввиду.